# Indommus: Reyes Destronados
Indommus: Reyes Destronados es un juego de cartas argentino de tipo Trading Card Game, ambientado en una época de fantasía medieval y que fue lanzado en el año 2019 en la provincia de Buenos Aires, Argentina. El juego es distribuido actualmente a diferentes locales del territorio argentino y con torneos que se celebran semanalmente.
La forma de jugarse es de a dos jugadores y cada uno de ellos usando un mazo individual, el cual estará conformado por distintos tipos de cartas (acciones, construcciones, unidades, recursos y armas), representados individualmente en cada una.

## Forma de jugar
Cada jugador debe construir su mazo y tener un total de 30 cartas en su mazo principal, además de tener 15 cartas en su mazo adicional de Recursos, por lo que deberá tener 45 cartas en total para poder jugar (más la posibilidad de armar un sideboard entre 0 a 5 cartas).
Al principio del juego, ambos jugadores lanzan dados para determinar quién comienza primero. Ambos jugadores ya deben tener su carta de Recurso sin efecto en la zona de Recurso en Reserva, la cual dejarán ahí boca arriba. Cada jugador mezcla sus mazos de 30 y 15 cartas (mazo principal y mazo de recursos, respectivamente), luego los colocan boca abajo sobre la mesa, siendo del lado izquierdo el mazo de recursos, y el mazo principal en el lado derecho. Luego, cada jugador roba las 5 cartas de la parte superior de su mazo principal.
Al comienzo de cada uno de los turnos del jugador correspondiente, este robará un Recurso nuevo de su mazo de Recursos y lo colocará en su reserva boca arriba. En la Fase de Robo, excepto el primer turno de quien comienza el juego primero, el jugador deberá robar una carta de su mazo. Si un jugador tuviese más de 6 cartas en la mano cuando su turno está por finalizar (Fase Final), deberá descartar cartas dejándolas en el Descarte hasta llegar a 6 nuevamente.
Existen dos maneras de ganar: La primera de ellas es que tu oponente alcance los 0 puntos de vida. Cada jugador tiene 40 puntos iniciales, y la forma de quitárselos es atacando con unidades, como también pueden usarse cartas que formen alguna combinación, y el efecto de dicho combo, le quite vidas. La segunda forma es que tu oponente se quede sin cartas en su mazo principal (perdiendo en el próximo momento que deba robar cartas), para lo cual existen combinaciones de efectos que le van haciendo botar cartas del mismo.

## Tipos de cartas
Recurso: Los recursos son cartas que te permiten pagar el coste de las cartas que tienes en tu mazo principal. Robas un recurso desde tu mazo de recursos y luego lo colocas directamente en tu reserva en cada turno. Además, cada uno de estos cuenta con efectos, por lo que también se crean estrategias a partir de esto.
Unidad: Estas son las cartas que tienen Fuerza, son las que nos permiten atacar a nuestro oponente, o bien bloquear ataques de este. También tienen efectos que pueden ser estáticos o disparados.
Acción: Las acciones son cartas que van directamente al descarte cuando son activadas, disparando así su efecto. Nunca entran en juego ni se consideran "en juego". A su vez, pueden ser jugadas tanto en tu turno como el de tu oponente (excepto que la carta especifique lo
contrario).
Construcción: Estas cartas se mantienen en el campo de juego hasta que sean destruidas por nosotros o nuestro rival, igual que las Unidades, pero estas no tienen fuerza. Tienen un efecto que se cumple constantemente, pudiendo ser disparado (una condición específica la activa) o
estático (siempre se está cumpliendo. Estas tienen el nombre de “Aura”).
Armas: Las armas son cartas que se colocan sobre una unidad que tengamos en juego, quedándose por debajo de esta hasta que la unidad sea destruida o enviada al abismo, o que la misma carta de arma fuese destruida o enviada al abismo. Pueden tener tanto efectos estáticos como efectos disparados. Solo puede aplicarse un arma por unidad.

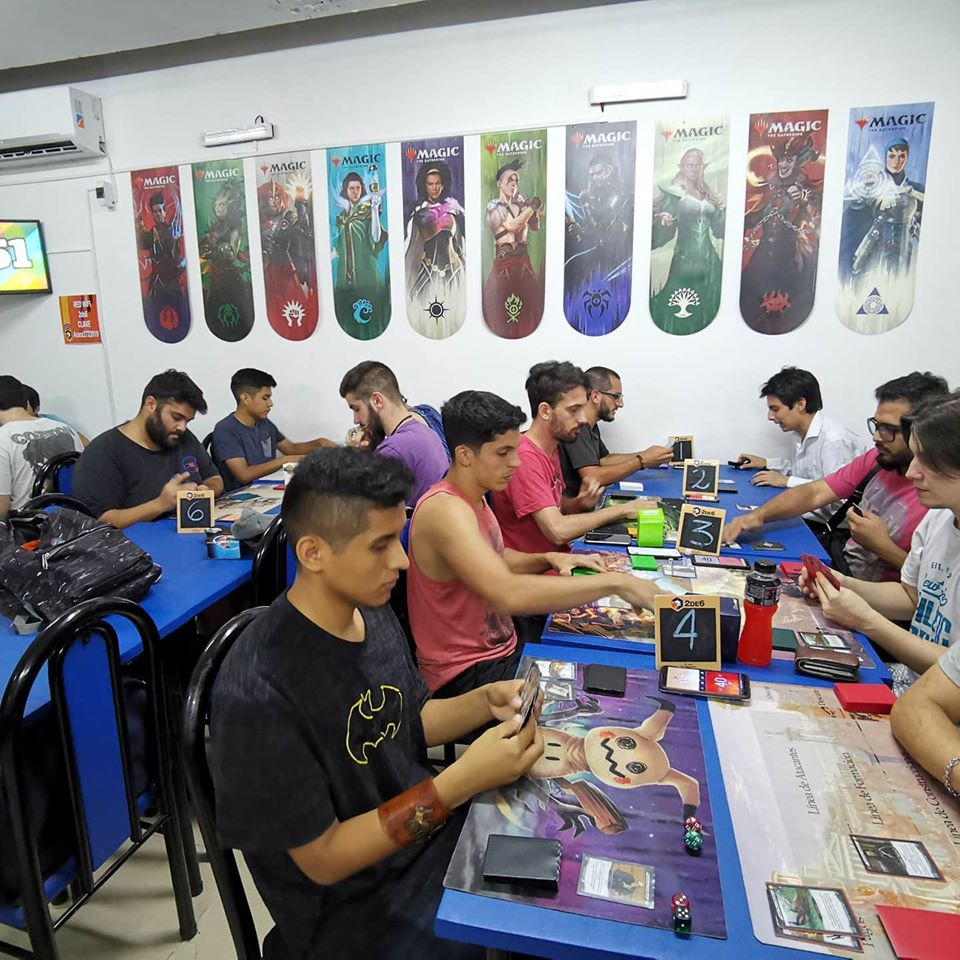
Jugadores disputando el torneo de lanzamiento en Ciudad Autónoma de Buenos Aires.

## Estructura de un turno
Fase de Recargo: Se coloca en la pila todo tipo de efectos que conlleve “al comienzo del turno” El jugador dueño del turno regresa las Unidades que tenga en su Línea de Atacantes hacia su Línea de Formación. Regresa sus recursos en su zona de recursos pagos hacia su reserva, roba
una nueva carta de Recursos de su mazo de Recursos y la coloca boca arriba en su reserva.
Fase de Robo:  El dueño del turno roba una carta de su mazo principal. Si el jugador no tiene más cartas en su
mazo para robar entonces pierde automáticamente ese juego. 
Primera Fase central: Esta es la etapa principal de un turno. Aquí el jugador tiene la posibilidad de jugar todo tipo de carta que desee. Las unidades jugadas ese mismo turno no pueden declarar ataque excepto que tengan el efecto Frenesí.
Fase de ataque:  Aquí entran en acción las estrategias del jugador; es la fase donde todo se lleva a cabo. 
❖ Fase de declaración de atacantes: El jugador atacante puede declarar cuáles de sus unidades entran en combate subiendo las mismas desde su línea de formación hacia su línea de ataque.
❖ Fase de declaración de bloqueadores: El jugador defensor puede declarar cuáles de sus unidades intervendrán en el ataque, y designar específicamente quién bloquea a quien. También puede decidir dejar pasar el
daño directamente a sus puntos de vida.
❖ Fase de asignación de daño: Cada Unidad atacante asigna su daño de combate al jugador enemigo (si está atacando
a un Jugador y no fue bloqueado), o a la Unidad que lo bloquea. Una vez que los jugadores resuelven estas fases y nadie quiere/puede activar o jugar más cartas, el daño se hace todo al mismo tiempo.
Segunda Fase central: Al igual que la Primera Fase Central, el dueño del turno puede jugar todo tipo de cartas
nuevamente.
Fase Final Va a la pila todo tipo de efecto que se relacione a “al final del turno” o “hasta el final del turno” en ese orden.

## Trama
La ambientación de Indommus nos sitúa en un mundo ficticio de fantasía medieval con algunos pocos elementos mágicos y mitológicos. La trama principal nos habla de una lucha de poderes de dos facciones de humanos enfrentadas que son el Imperio, cuyo gobernante es el Rey Vladik, y una facción religiosa conformada por los sacerdotes, cuya cabeza es el Cardenal Lambert. Mientras los humanos luchan en la tierra, existe un plano celestial donde hay diferentes deidades que controlan todo su antojo, creando conspiraciones y planes para manipular a los humanos, conforme a sus deseos y ambiciones. 